# Kevin Chen
 Kevin Chen (nascido em março de 2005, em Calgary) é um pianista canadense.

## Biografia
Kevin começou a tocar piano aos cinco anos. Aos oito anos, ele venceu o Concurso Canadense de Música.

## Prêmios
- 2021 - Vencedor do Concurso Internacional de Música de Budapeste (Concurso Internacional de Piano Franz Liszt) [4]
- 2022 - Vencedor do 76º Concurso Internacional de Música de Genebra[5]
- 2023 - Vencedor do 17º Concurso Internacional de Piano Arthur Rubinstein